# 科赴
科赴（英語：Kenvue Inc.）是一家美国医疗公司，前身是强生公司消费者健康业务。

## 历史
2021年11月12日强生公司宣布剥离消费者健康业务。2023年5月4日在纽约证券交易所挂牌上市。2023年9月科赴中国顺利完成分拆，成为一家完全独立的公司。
新公司产品包括原强生公司消费者健康旗下的艾惟诺、邦迪 (创可贴)、露得清、李施德林、强生婴儿、可伶可俐、泰诺 (药品)等。